# 兽群

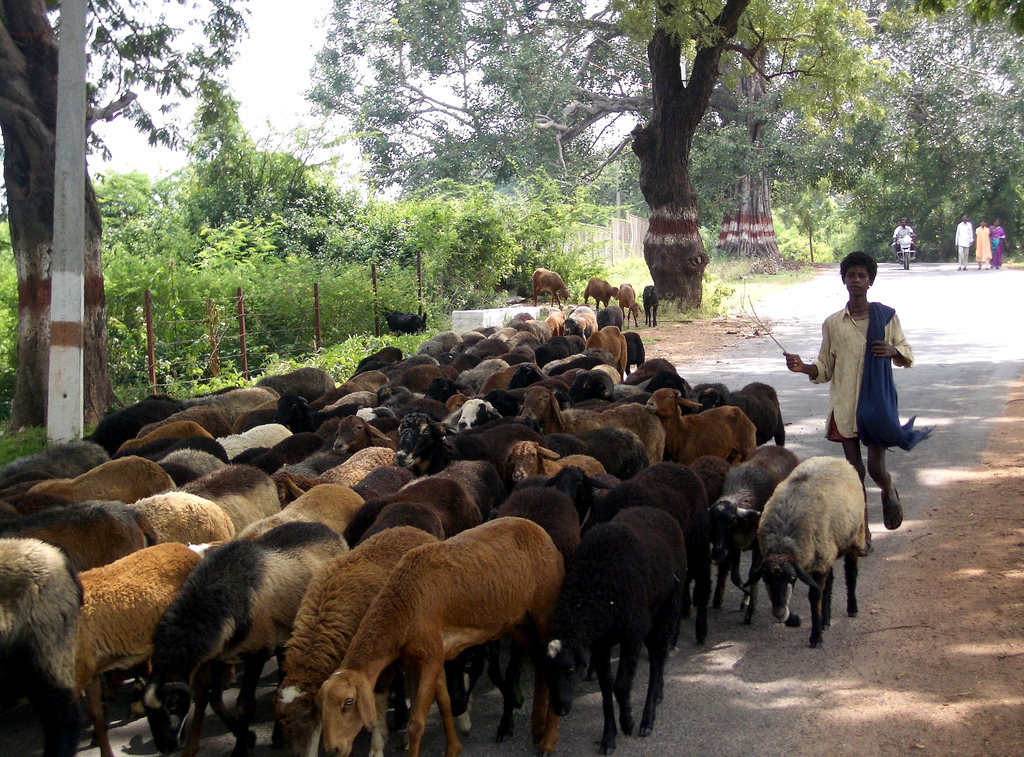
印度放羊的男孩。典型的家养兽群。

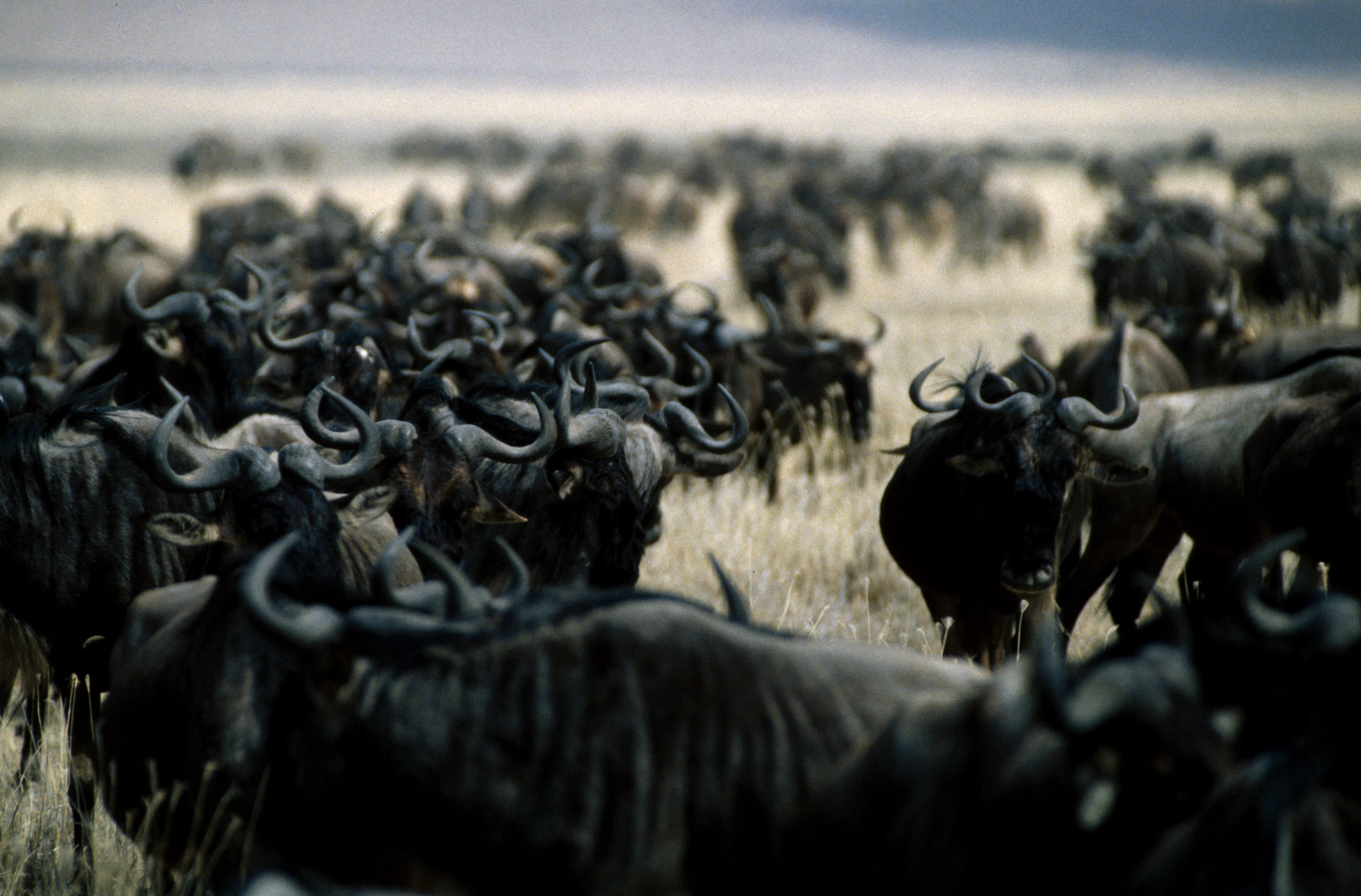
恩戈罗恩戈罗陨石坑的角马。野外兽群的例子。

兽群（英語：herd）是同一物种的动物所构成的群体。群体要么处于野生状态，要么是驯养状态。与此相关的集體動物行為一般被称作集群行为。“兽群”的概念主要被应用在哺乳动物上，并且主要是集中在时常有集群行为的牧草有蹄類动物身上。